# Константин Врачански
Константин Врачански е висш български православен духовник, митрополит на Врачанската епархия на Българската екзархия от 1884 до 1912 година.

## Биография
Роден е със светското име Костадин Попдимитров Малинков на 14 май 1843 година или на 17 май 1847 г. в град Калофер, в семейството на енорийски свещеник. Основното си образование получава в Калофер при Ботьо Петков, а гимназиалното в гръцко училище в Цариград, където живеел брат му. С помощта на Драган Цанков, водачът на униатското движение в България, Константин Малинков заминава за Рим, където от 1863 до 1869 г. учи в Католическия богословски колеж „Свети Атанасий“, но не променя религията си.
В 1869 година се връща в Османската империя и за кратко се занимава с театрална дейност в Карлово. Заминава за Цариград, а след това за Русе, където митрополит Григорий Доростолски и Червенски го постригва в монашество с името Константин и последователно го ръкополага в йеродяконски и йеромонашески чин, а през 1873 г. по решение на Светия синод на Екзархията, го възвежда и в архимандритско достойнство и той става архиерейски наместник в Силистра, Доростоло-Червенската епархия.
През ноември 1874 година митрополит Аверкий Врачански подава оставка и архимандрит Константин  От края на 1873 година е управляващ Врачанската епархия и след края на Руско-турската война архимандрит Константин посреща цар Александър II в Плевен, част от епархията му. На 11 ноември 1884 г. архимандрит Константин е ръкоположен за врачански митрополит от екзарх Йосиф I Български в съслужение с Евстатий Пелагонийски и Синесий Стовийски. От 1886 до 1908 г. митрополит Константин Врачански е член на Светия синод в София, а от 1905 до 1908 година е и негов председателстващ.
В Държавния архив се пази изложение от митрополит Константин до Екзарх Йосиф, относно поставянето му под домашен арест поради конфликт с местната управа, възникнал през 1890 г. при откриване паметника на Хр. Ботев.
Безспорните качества на митрополит Константин го свързват с имената на едни от най-големите личности на епохата. Съществуват сведения, че той и неговия брат са лични приятели и укриватели на Васил Левски. С тях той се е съветвал по много въпроси. По-късно Константин съобщава тъжната вест за обесването на Левски на майка му и тайно опява косите му.
Ръководи водосвета при откриването на новата ЖП-линия в Мездра през 1897 г., на който присъстват специално пристигналите с влак от София княз Фердинанд и княгиня Мария-Луиза Бурбон-Пармска и гостуващият по това време в страната сръбски крал Александър, както и министър-председателя д-р Константин Стоилов.
Осъществява лични контакти с Димитър Петков – министър-председател на България в периода 1906 – 1907 г. (баща на политиците Петко Д. Петков и Никола Петков). Но особено близки са отношенията му с митрополит Климент Търновски (Васил Друмев), с когото поддържа кореспонденция. По време на Стамболовия режим, големият духовен и политически деец е затворен в Гложенския манастир, но въпреки рисковете Врачанския митрополит Константин не се поколебава да го посети в изгнанието му.
Грижата за вярата на своето паство е засвидетелствана от подкрепата за построяването на много православни храмове, като църквите „Св. Троица“ в Плевен и „Успение Богородично“ в град Тръстеник. Врачанския митрополит често ходатайства пред висши чиновници за отпускане на финансови средства.
Архивите пазят сведения и за неговата роля на възпитател на нравствена и духовна чистота у врачани, като публично заклеймява гадателите, врачките и разпространителите на суеверия и заблуди сред народа.
От многостранната дейност на Митрополит Константин, обаче най-голямо преклонение буди отношението му към благотворителността, образованието и грижата за децата.
Няколко месеца преди да почине разпорежда да бъде продаден парцелът му в София (2511 m²) и по-голяма част от средствата да бъде разпределена „за просветни и благотворителни цели“. По волята на дарителя голямата част от средствата са предоставени на училище „Митрополит Константин“ във Враца за учредяване на фонд, от чиито лихви да се купуват книги и дрехи за бедни ученици. Други са предоставени на Врачанското благотворително дружество „Милосърдие“ за издържаната от него безплатна ученическа трапезария. За благотворителни цели митрополитът предоставя суми и на Епархийското свещеническо братство „Св. Цар Константин“ и Православното християнското братство във Враца. Отделни суми благодетелят предоставя за ученически трапезарии в родния му град и околийските центрове на епархията – Плевен и Оряхово.
Наред с това митрополит Константин оставя в наследство 600 m² на Св. Синод за учредяване на фонд, от приходите, на който ще се „издържат двама стипендианти в Софийската духовна семинария“ с едно изискване: „единият от тях да бъде от Врачанска епархия и да се избира по указание на митрополията, а другият да бъде от Калофер“, а завършилите стипендианти се задължават да приемат духовен сан.
След 1947 г. народната власт иззема архива на Врачанска митрополия и следите на дарителските актове се губят. Известно е, че благотворителният фонд на митрополит Константин Врачански съществува до началото на 1952 година.
През 1951 г. сградата на у-ще „Митрополит Константин“ (тогава „Септемврийци“) и прилежащите постройки, обитавани от наследници на врачанския свещеник Петко Хр. Розов са одържавени. През 1952 и 1959 г. част от сградите са съборени. През 1999 г. собствеността е променена от държавна в общинска, а през 2006 г. в частна общинска собственост, след което е обявена процедура по продажба на училището, носещо името на големия благодетел на образованието във Враца митрополит Константин. Но по препоръка на митрополит Калиник Врачански и със съдействието на Община Враца сградата не е приватизирана, а остава за обществени цели.
Митрополит Константин умира на 4 декември 1912 г. във Враца и е погребан е в притвора на катедралния храм „Свети Николай“.